# Grace Jacksonová
Grace Jacksonová-Smallová (* 14. června 1961) je bývalá jamajská atletka, který soutěžila hlavně na 100 a 200 metrů. Na olympijských hrách v Soulu v roce 1988 získala v běhu na 200 m stříbrnou medaili na 200 m. V letech 1986 a 1988 byla jamajskou sportovkyní roku.